# Poienile-Mogoș
Poienile-Mogoș – wieś w Rumunii, w okręgu Alba, w gminie Mogoș. W 2011 roku liczyła 102 mieszkańców.